# توهو بنک
توهو بنک (انگلیسی: Toho Bank) شرکت خدمات مالی و بانکداری ژاپنی است، که در سال ۱۹۴۶ تأسیس شد.